# 拉沙佩勒翁兹兰
拉沙佩勒翁兹兰（法語：La Chapelle-Onzerain，法語發音：[la ʃapɛl ɔ̃zʁɛ̃]）是法国卢瓦雷省的一个市镇，位于该省西部，属于奥尔良区。

## 地理
拉沙佩勒翁兹兰（48°2'0"N, 1°36'43"E）面积7.06 平方千米，位于法国中央-卢瓦尔河谷大区卢瓦雷省，该省份为法国中北部省份，北起埃松省，西北接厄尔-卢瓦省，西南接卢瓦-谢尔省，南至涅夫勒省和谢尔省，东临约讷省，东北接塞纳-马恩省。
与拉沙佩勒翁兹兰接壤的市镇（或旧市镇、城区）包括：佩龙维尔、图尔努瓦西、维朗布兰、科尼河畔新城。

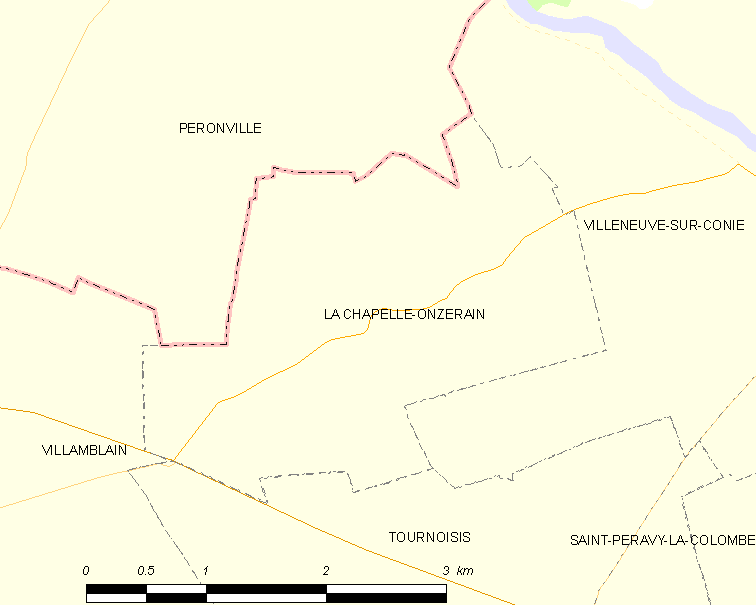
拉沙佩勒翁兹兰的OSM定位图

拉沙佩勒翁兹兰的时区为UTC+01:00、UTC+02:00（夏令时）。

## 行政
拉沙佩勒翁兹兰的邮政编码为45310，INSEE市镇编码为45074。

## 政治
拉沙佩勒翁兹兰所属的省级选区为卢瓦尔河畔默恩县。

## 人口

1962-2008年间拉沙佩勒翁兹兰人口变化图示

拉沙佩勒翁兹兰于2022年1月1日时的人口数量为110人。